# Ghukas Tschubarjan
Ghukas Grigorjewitsch Tschubarjan (russisch Гукас Григорьевич Чубарян, armenisch Ղուկաս Չուբարյան; * 16. Juni 1923 in Jerewan, Armenische SSR; † 23. März 2009 ebenda) war ein sowjetisch-armenischer Bildhauer und Hochschullehrer.

## Leben
Tschubarjan besuchte 1936–1942 die Jerewaner Kunstschule und studierte 1945–1950 am Jerewaner Staatlichen Kunst-Theater-Institut in Ara Sargsjans Klasse.
Tschubarjan lehrte 1950–1955 am Jerewaner Staatlichen Kunst-Theater-Institut. Auch lehrte er an der Terlemesjan-Kunstschule in Jerewan. Einer seiner Schüler dort war Wardkes Awakjan.
1968–1983 leitete Tschubarjan den Lehrstuhl für Zeichnen des nach Chatschatur Abowjan benannten Jerewaner Pädagogik-Instituts. 1978 wurde er zum Professor ernannt.
Tschubarjan wurde 1970 zum Korrespondierenden Mitglied und 1988 zum Vollmitglied der Akademie der Künste der UdSSR (seit 1991 Russische Akademie der Künste) gewählt.

## Ehrungen, Preise
- Preis der Festspiele der Jugend und Studenten der Armenischen SSR (1957)[1]
- Silbermedaille des Zentralkomitees des Komsomol der Armenischen SSR (1957)[1]
- Silbermedaille der Akademie der Künste der UdSSR (1967) für ein Sarjan-Porträt[1]
- Volkskünstler der Armenischen SSR (1972)[3]

## Werke, Auswahl

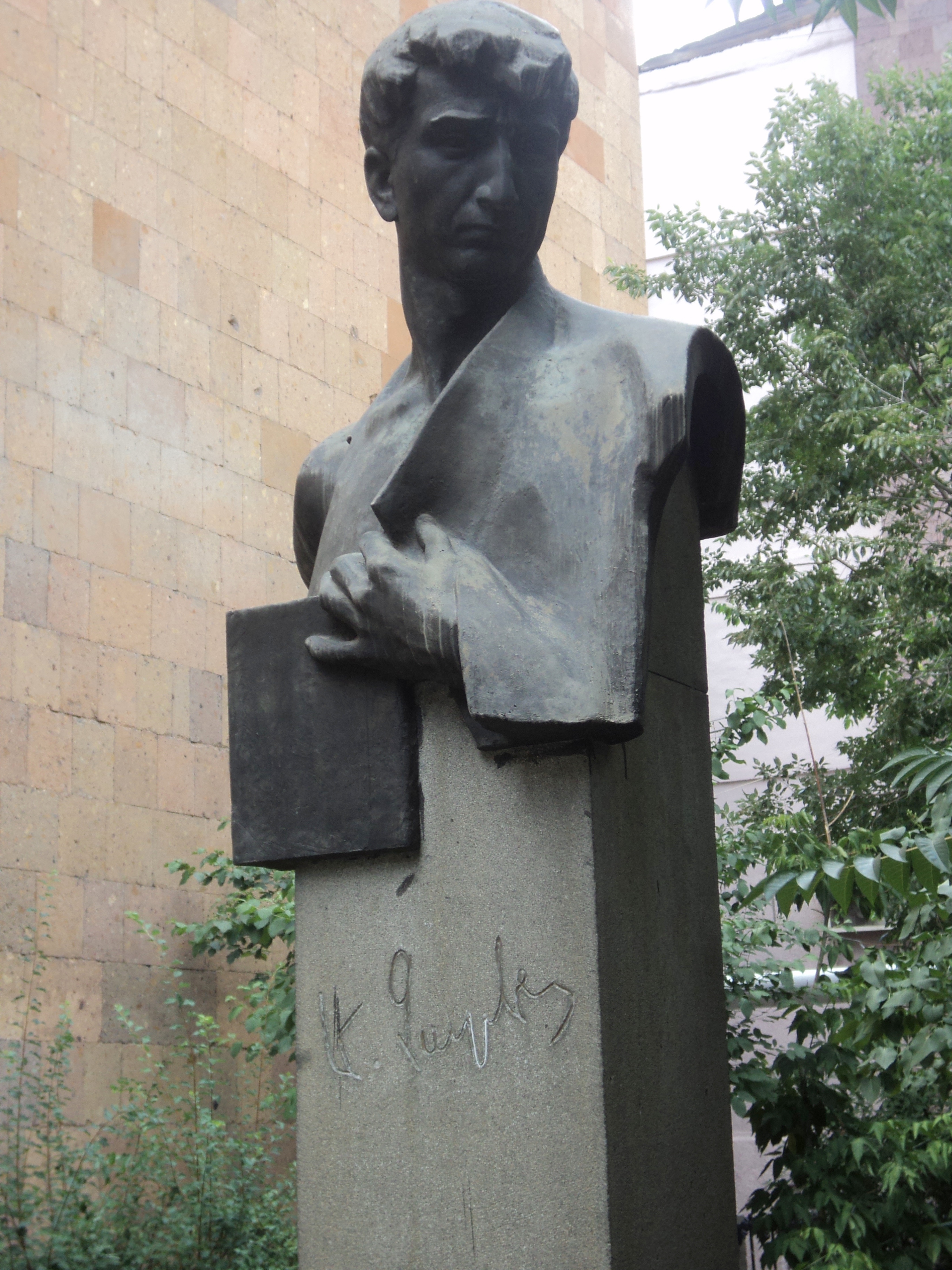
Tscharenz-Denkmal (1956), Jerewan
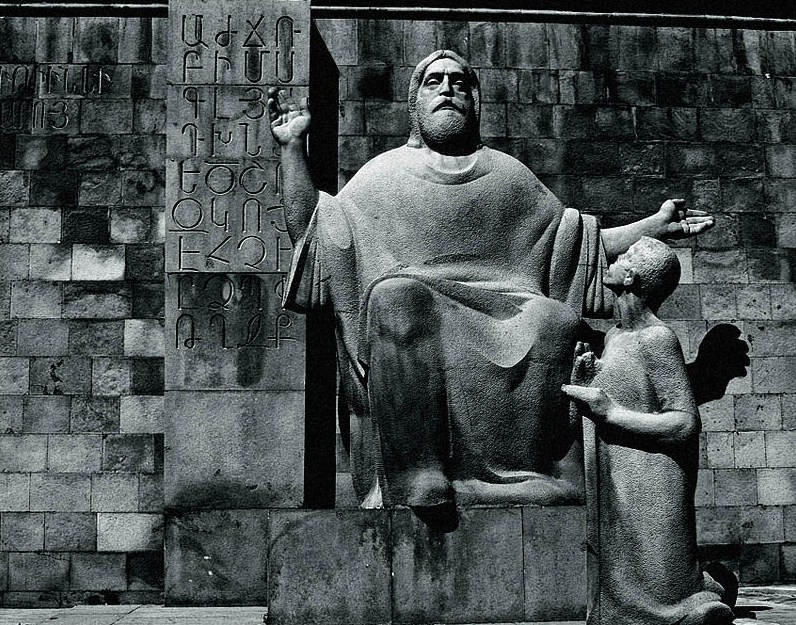
Mesrop-Maschtoz-Denkmal (1961) vor dem Matenadaran, Jerewan
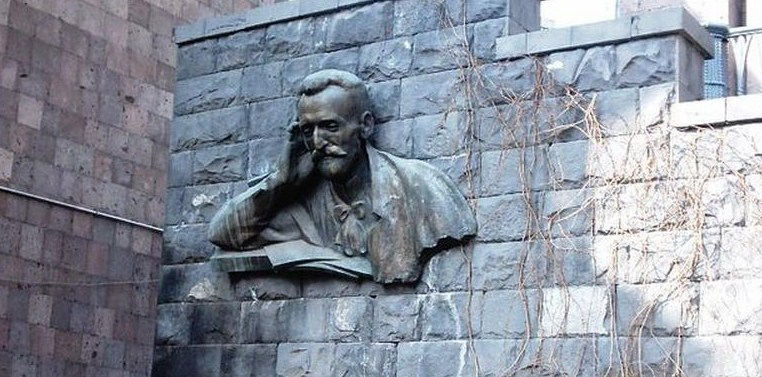
Howhannes Tumanjan (1969), Tumanjan-Museum, Jerewan
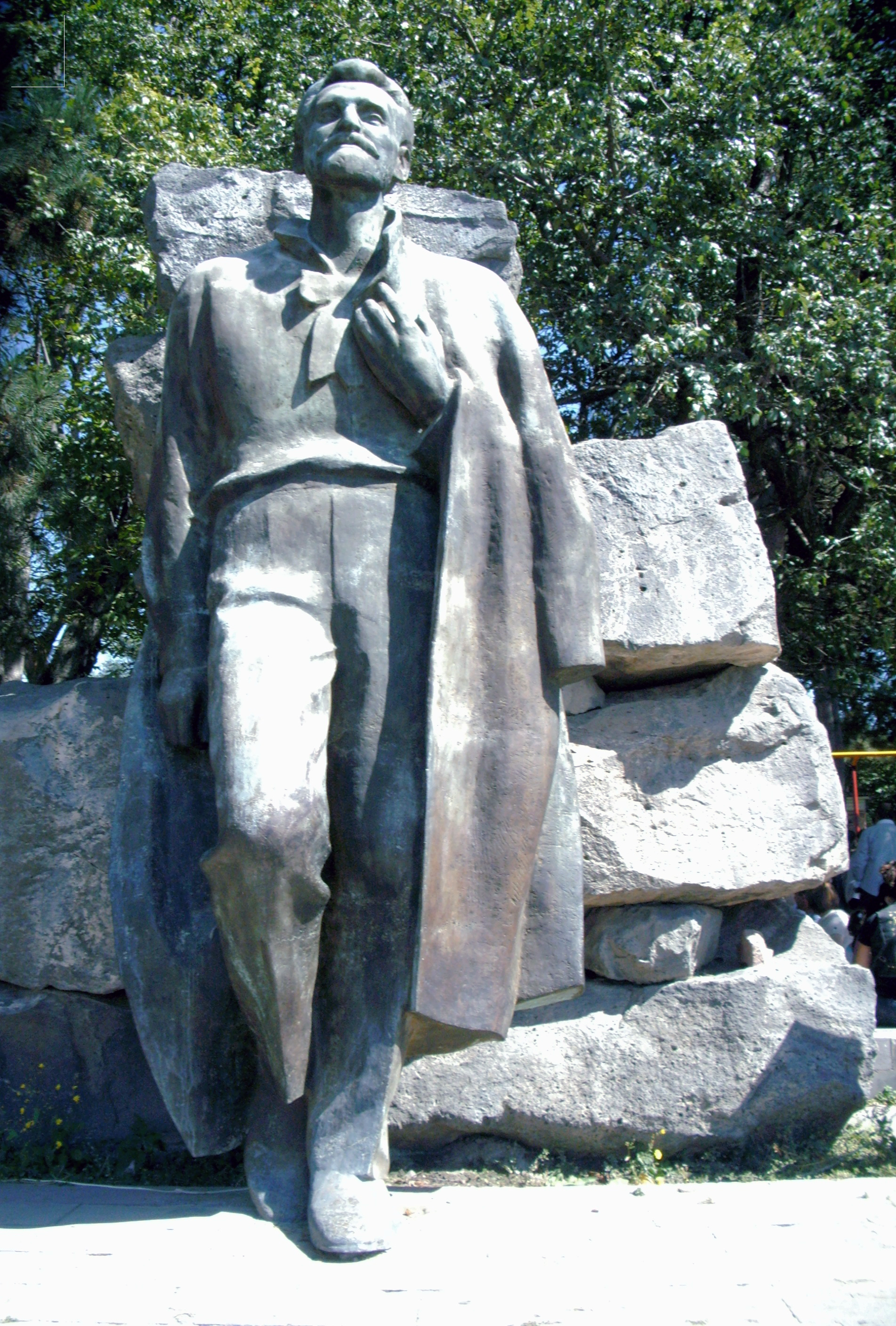
Howhannes Tumanjan (1969), Tumanjan-Museum, Dsegh, Provinz Lori
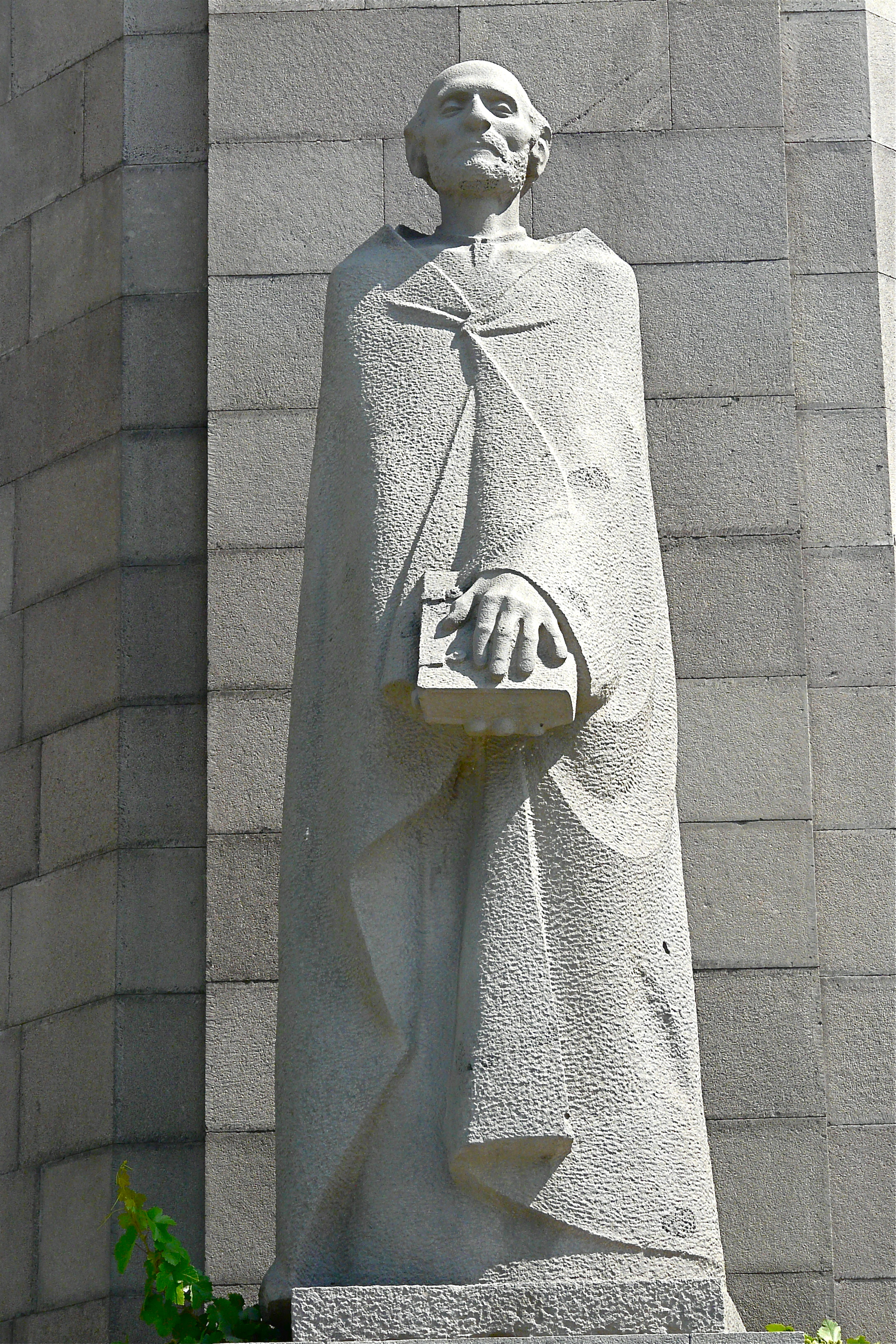
Mchitar Gosch (1972) am Matenadaran, Jerewan